# Eliza Nathanael
Eliza Nathanael (Surabaya, 27 de mayo de 1973) es una deportista indonesia que compitió en bádminton en las modalidades de dobles y dobles mixto. Ganó dos medallas de bronce en el Campeonato Mundial de Bádminton en los años 1993 y 1997.

## Palmarés internacional
| Campeonato Mundial | Campeonato Mundial       | Campeonato Mundial | Campeonato Mundial |
| Año                | Lugar                    | Medalla            | Prueba             |
| ------------------ | ------------------------ | ------------------ | ------------------ |
| 1993               | Birmingham (Reino Unido) | Medalla de bronce  | Dobles mixto       |
| 1997               | Glasgow (Reino Unido)    | Medalla de bronce  | Dobles             |